# Parasimpatično živčevje
Parasimpatično živčevje ali parasimpatik predstavlja vegetativne živce, ki izvirajo iz možganskega debla in iz križnega dela hrbtenjače. Uravnava telesne procese, povezane z ohranjanjem telesne energije, in je dejaven, ko telo miruje.

## Vloga
Parasimpatično živčevje primarno deluje na notranje organe, na primer določene žleze. Odziv telesa zaradi njegove aktivacije ni nikoli tako obsežen, kot je odziv boja ali bega pri aktivaciji simpatičnega živčevja. Sicer je njegovo delovanje zelo pomembno pri uravnavanju številnih tkiv, vendar pa ni tako bistveno za ohranjanje življenja, kot je delovanje simpatika.
Delovanje parasimpatičnega živčevja je povezano s procesi, ki organizmu omogočajo pridobivanje energije (vnos hrane, prebava, absorpcija hrane) ter njeno skladiščenje. Aktivira se, ko je telo v fazi mirovanja, ter povzroči zmanjšanje dihalnega volumna in upočasnjeno delovanje srca. Ker pospeši izločanje sline in prebavnih sokov, se pospeši prebava hrane. Nadalje spodbudi peristaltiko ter zmanjša tonus mišic ožemalk v prebavilih. V sečnem mehurju poveča tonus gladkega mišičja in hkrati zmanjša tonus ožemalke, kar sproži nujo po odvajanju vode.